# Burundi a 2008. évi nyári olimpiai játékokon
Burundi a kínai Pekingben megrendezett 2008. évi nyári olimpiai játékok egyik részt vevő nemzete volt. Az országot az olimpián 2 sportágban 3 sportoló képviselte, akik érmet nem szereztek.

## Atlétika
Férfi

| Versenyző            | Versenyszám | Eredmény | Helyezés |
| -------------------- | ----------- | -------- | -------- |
| Joachim Nshimirimana | Maraton     | 2:29:55  | 68.      |

Női

| Francine Niyonizigiye | 5000 m | 17:08,44 | 14. | 29. | kiesett | kiesett | kiesett | kiesett | kiesett | kiesett | kiesett | kiesett |

## Úszás
Női

| Versenyző       | Versenyszám | Előfutam | Előfutam | Előfutam | Elődöntő | Elődöntő | Elődöntő | Döntő   | Döntő    |
| Versenyző       | Versenyszám | Idő      | Hely.    | Össz.    | Idő      | Hely.    | Össz.    | Idő     | Helyezés |
| --------------- | ----------- | -------- | -------- | -------- | -------- | -------- | -------- | ------- | -------- |
| Elsie Uwamahoro | 50 m gyors  | 36,86    | 7.       | 86.      | kiesett  | kiesett  | kiesett  | kiesett | kiesett  |